# 克利夫頓斯普林斯 (紐約州)
克利夫頓斯普林斯（英語：Clifton Springs）是位於美國紐約州安大略縣的村。

## 人口
根據2020年美國人口普查的數據，克利夫頓斯普林斯的面積為3.84平方千米，皆為陸地。當地共有人口2209人，而人口密度為每平方千米575人。